# Cyanomitra
Cyanomitra is een geslacht van zangvogels uit de familie honingzuigers (Nectariniidae).

## Soorten
Cyanomitra is een geslacht van exclusief Afrikaanse honingzuigers die ook vaak beschreven worden als soorten in het geslacht Nectarinia. Er zijn de volgende soorten:
- Cyanomitra alinae – Rwenzorihoningzuiger
- Cyanomitra bannermani – Bannermans honingzuiger
- Cyanomitra cyanolaema – Bruinrughoningzuiger
- Cyanomitra olivacea – Olijfgroene honingzuiger
- Cyanomitra oritis – Blauwkophoningzuiger
- Cyanomitra veroxii – Grijze honingzuiger
- Cyanomitra verticalis – Groenkophoningzuiger